# Fender Japan

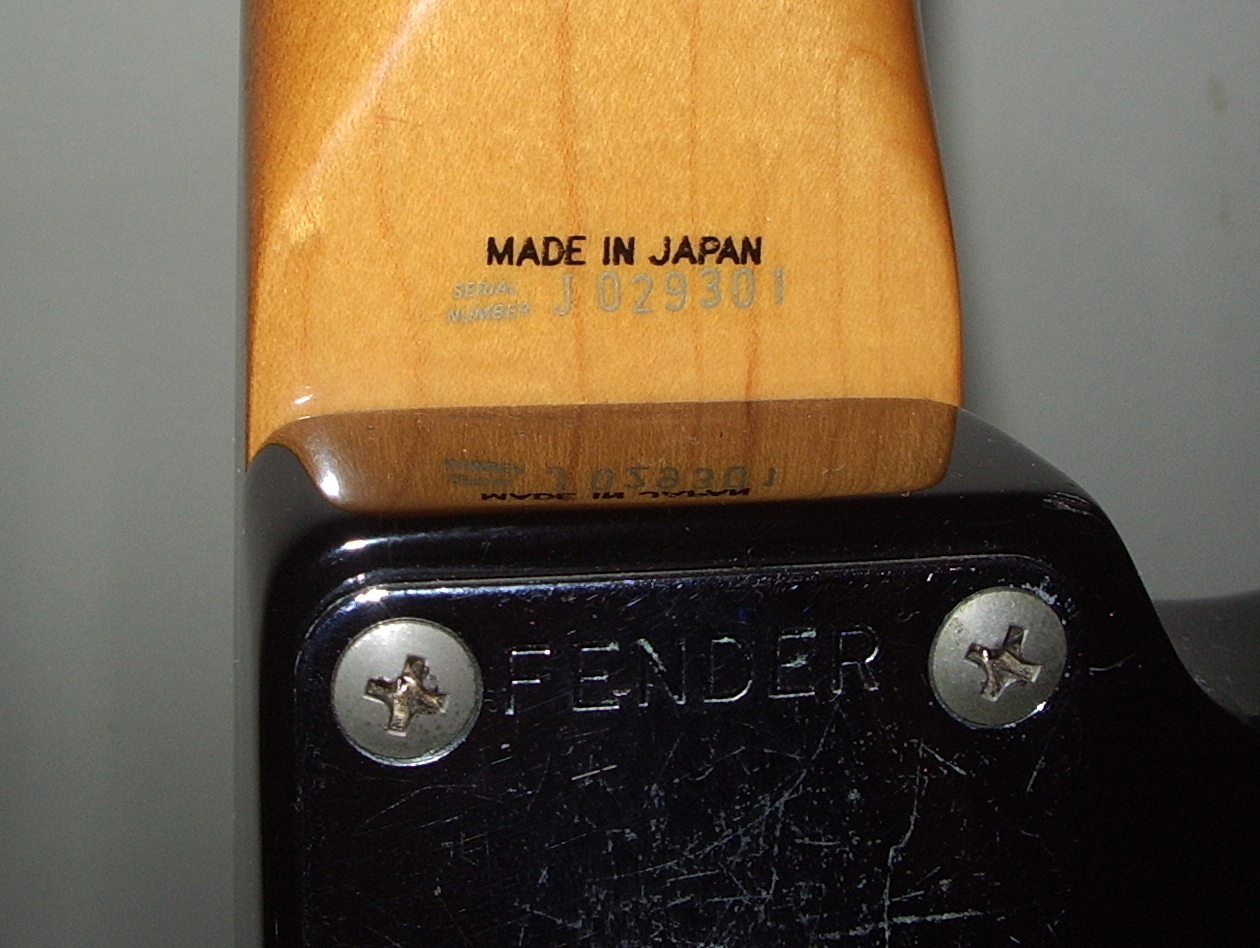
Número de série MADE IN JAPAN

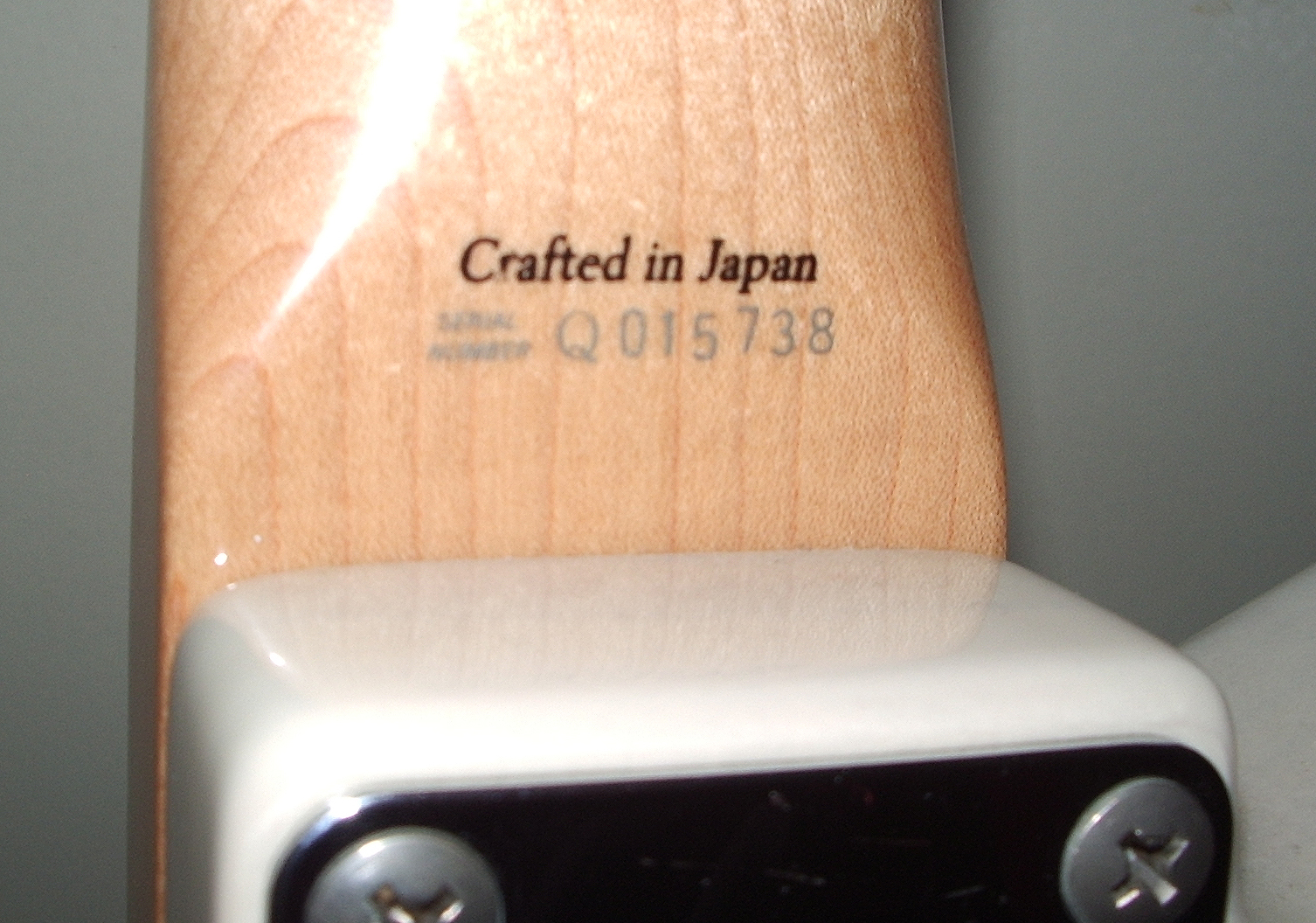
Número de série Crafted in Japan

Fender Japan é a divisão japonesa da Fender Musical Instruments Corporation. 

## História
A Fender Japan foi oficialmente criada em março de 1982 e consiste em duas companhias musicais japonesas que manusearam a venda e distribuição. As duas companhias são Yamano Gakki (Gakki significa instrumento musical) e Kanda Shokai. Yamano é um atacadista/varejista de instrumentos musicais com suas próprias lojas de varejo, e a Kanda Shokai é uma atacadista de instrumentos musicais sem lojas de varejo. Essas duas companhias não fabricam guitarras, elas as encomendam de fábricas de guitarras japonesas como a FujiGen Gakki, e então elas as distribuem através de lojas de varejo. A Yamano as distribui através de suas próprias lojas de varejo e também em diversas outras lojas, e a Kanda Shokai as distribui através de várias lojas de varejo, incluindo a rede Ishibashi de lojas de instrumentos no Japão. As fábricas de guitarras japonesas que fabricaram as guitarras Fender Japan em várias épocas foram a FujiGen Gakki, Tōkai Gakki e Dyna Gakki.

### Fabricantes
O contrato de fabricação de guitarras Fender Japan era originalmente pra ser da Tōkai em 1981/1982, mas no último minuto a Fender escolheu a FujiGen Gakki. Alguns modelos da Fender feitos pela FujiGen Gakki entre 1982 e 1996 possuem braços feitos pela Atlansia. A Tōkai e a Dyna Gakki tomaram o lugar da FujiGen Gakki na produção dos modelos Fender Japan em 1996/1997. As guitarras Fender Japan feitas pela Tokai não foram exportadas do Japão, mas algumas das guitarras Fender Japan feitas pela Dyna Gakki foram exportadas.
A Dyna Gakki fabricou várias guitarras para a marca Greco da Kanda Shokai.
A Terada fez as guitarras acústicas da Fender Japan, como a Fender Catalina.

## "Made in Japan"
De acordo com um representante da Fender, havia uma cláusula no contrato da Fender Japan que se a fabricante fosse transferida da FujiGen Gakki para outra fábrica então o logo seria modificado de MIJ ("Made in Japan") para CIJ ("Crafted in Japan").
As primeiras Fenders CIJ começaram em torno de 1992, mas a maioria das Fender japonesas até 1996/1997 são Fender MIJ. Em 1991/1992 a FujiGen Gakki estava expandindo suas operações estabelecendo a FujiGen Hirooka Inc フジゲン広丘（株）) para ser capaz de assumir um contrato adicional para fabricar guitarras de braço colado (estilo braços Gibson) - Tais como o contrato da Orville by Gibson - então a Dyna Gakki (uma das principais fabricantes da Kanda Shokai) tomou uma parte da fabricação dos modelos Fender japoneses, o que resultou no logo CIJ sendo utilizado em algumas Fender japonesas ao invés do logo MIJ. CIJ é mais utilizado nas Fenders de 1996/1997 até recentemente, por causa da Tōkai e Dyna Gakki terem tomado o contrato da fabricação da Fender Japan da FujiGen Gakki em 1996/1997.
A marca Fender Squier foi também trazida à linha com as Fender japonesas mais ou menos na mesma época (1996/1997), com "Crafted" utilizado mais do que "Made".

## Linha do tempo
1982: A Fender Japan começa a produção com a FujiGen Gakki possuindo o contrato de fabricação. O logo "Made in Japan" (MIJ) foi utilizado.
1984: A CBS vende a Fender para seus atuais donos, e enquanto estava esperando por uma nova fábrica nos Estados Unidos para iniciar a produção, os modelos Fender Japan e estoque dos Estados Unidos foram quase esgotados nos EUA por alguns anos.
1992: Os primeiros modelos "Crafted in Japan" (CIJ) começaram a aparecer, graças a Dyna Gakki tomando parte da produção enquanto a FujiGen Gakki estava expandindo suas operações.
1996/1997: "Crafted in Japan" (CIJ) é utilizado ao invés de "Made in Japan" (MIJ) por causa da Tōkai e Dyna Gakki tomarem o contrato de produção da FujiGen Gakki.